# Назарина, Егор Анатольевич
Его́р Анато́льевич Назари́на (укр. Єгор Анатолійович Назарина; род. 10 июля 1997, Прилуки, Черниговская область) — украинский футболист, полузащитник донецкого «Шахтёра» и сборной Украины.

## Карьера
Занимался в школе «Динамо». После того, как Егор не попал в заявку на финальный турнир в чемпионате Украины, решил приехать в Днепропетровск и выступать за местный «Днепр». Дебютировал 20 мая 2017 года в матче Украинской Премьер-лиги «Сталь» — «Днепр» (0:1). В первых трёх сезонах играл очень редко, чаще выступая за дубль. Но с сезона 2017/18 стал одним из основных игрков и лидеров «Днепра».
29 декабря 2017 года подписал 3,5 летний контракт с бельгийским клубом «Антверпен». Дебют за новую команду состоялся 21 января 2018 года в матче чемпионата Бельгии против «Брюгге» (2:2), в котором Назарина вышел на поле за три минуты до окончания основного времени. В бельгийском чемпионате сыграл 17 матчей.
2 сентября 2019 года отправился в аренду во львовские «Карпаты». В футболке львовского клуба дебютировал 14 сентября 2019 года в победном (2:1) домашнем матче 7-го тура Премьер-лиги против полтавской «Ворсклы». Егор вышел на поле в стартовом составе, а на 76-й минуте его заменил Фране Войковиц. Дебютным голом в футболке «зелено-белых» отличился 28 сентября 2019 года на 28-й минуте проигранного (1:2) домашнего поединка 9-го тура Премьер-лиги против ковалёвского «Колоса». Назарина вышел на поле в стартовом составе и отыграл весь матч. В составе «Карпат» сыграл 16 матчей, в которых отличился 5-ю голами. Еще в конце марта 2020 интернет-издание UA-Футбол распространило информацию, по которой Егор Назарина должен оставить «Карпаты» летом и вернуться в «Антверпен». Однако в связи с досрочным окончанием для львовского клуба чемпионата Украины, уже 24 июня 2020 покинул расположение «зелено-белых».
28 июля 2020 подписал 3-летний контракт с луганской «Зарей». В новой команде получил футболку с 27-м игровым номером.

## Достижения

### Командные
«Заря» (Луганск)
- Бронзовый призёр чемпионата Украины: 2020/21
- Финалист Кубка Украины: 2020/21

«Шахтёр» (Донецк)
- Чемпион Украины (2): 2022/23, 2023/24
- Бронзовый призёр чемпионата Украины: 2024/25
- Обладатель Кубка Украины (2): 2023/24, 2024/25

### Личные
- Лучший футболист месяца украинской Премьер-лиги (2): ноябрь 2019, май 2021[6]